# Библиотека Московской синодальной типографии
Библиотека Московской синодальной типографии — историческая библиотека при московском Печатном дворе, её основание относится с открытию печатного двора в XVI веке (1553).

## История
Уже в 1612 году библиотека вместе с типографией была сожжена поляками. С восстановлением книгопечатания при царе Михаиле Фёдоровиче снова началось собирание книг; типография выменивала свои произведения на другие книги; кроме того, приобретались целые собрания книг, так, например, книги Павла, митрополита Крутицкого, и Епифания Славинецкого. Патриарх Никон обогатил типографскую библиотеку древними греческими рукописями и иностранными изданиями.
Когда Фёдор Алексеевич открыл на Печатном дворе училище, из которого должна была возникнуть академия, царь устроил новое здание для библиотеки и деятельно заботился о пополнении её книгами общеобразовательного содержания, учёными и учебными пособиями. Сюда входили прежде всего книги, печатаемые самой типографией, затем на покупку книг употреблялись довольно большие по тому времени суммы; но всего важнее была передача в неё огромных по тому времени личных библиотек Симеона Полоцкого и Сильвестра Медведева — богатых собраний польских и иностранных средневековых сочинений.
В XVIII веке с реформой Петра Великого деятельность типографии сузилась, специализировавшись исключительно в области церковно-славянской печати. Библиотека приходила в упадок и в 1786 году лишилась большей части своих сокровищ, когда указом Екатерины II до 600 лучших её рукописей были переданы в Патриаршую библиотеку. С конца XVIII века библиотека даже перестала собирать образцы своих собственных новых изданий, что возобновлено было только указом 1827 года.
В XIX веке рукописное собрание оставалось довольно богатым, до 600 рукописей, среди которых несколько XI века, затем сборники XVI и XVII столетий и дела книгопечатного приказа с 1620 года и другие. Довольно ценным было собрание книг церковной печати, преимущественно, конечно, Московской типографии. В 1850-х годах возник план раздробить Типографскую библиотеку, передав её рукописи в Синодальную, а прочие книги в духовные семинарии, что вызвало полемику о значении Типографской библиотеки и об истории её отношений к Синодальной.